# Bão Megi (2010)
Bão Megi, được biết đến ở Philippines với tên gọi Bão Juan (Việt Nam gọi là Bão số 6), là một trong số những xoáy thuận nhiệt đới mạnh nhất từng được ghi nhận. Megi có nghĩa là cá trê trong tiếng Hàn Quốc (Hangul: 메기), và nó là cơn bão duy nhất đạt cấp độ siêu bão trong năm 2010. Vào sáng sớm ngày 18 tháng 10 Megi đổ bộ lần thứ nhất lên Luzon thuộc Philippines. Trong quá trình vượt qua đảo Luzon, Megi suy yếu nhưng sau đó nó đã dần lấy lại sức mạnh khi ở trên Biển Đông. Một thời gian sau, Megi đã lại suy yếu và khi ở khu vực eo biển Đài Loan, thành mắt bão của nó đã biến mất. Vào ngày 23 tháng 10, Megi đã đổ bộ lần thứ hai vào huyện Chương Phố thuộc tỉnh Phúc Kiến, Trung Quốc.
Tại Luzon, Megi đã khiến 31 người thiệt mạng và gây tổn thất 255,1 triệu USD (USD 2010), khiến cho nó trở thành một trong số những cơn bão gây thiệt hại về vật chất lớn nhất từng ghi nhận ở Philippines. Sau đó khi di chuyển trên Biển Đông, dòng thổi ra của cơn bão và một frông thời tiết đã cùng kết hợp gây mưa rất lớn, khiến cho 38 người chết và gây thiệt hại 42,2 triệu USD (2010 USD) ở huyện Nghi Lan, Đài Loan. Megi là cơn bão làm chết nhiều người nhất ở Đài Loan trong năm 2010. Tại Phúc Kiến, Trung Quốc, tổn thất do cơn bão gây ra là 411,7 triệu USD (USD 2010), dù vậy đã không có trường hợp thiệt mạng nào được ghi nhận ở đây.

## Lịch sử khí tượng
Vào cuối ngày 10 tháng 10, một vùng nhiễu động nhiệt đới đã hình thành trên khu vực phía Đông - Đông Nam Guam. Khi đó ở khu vực này hội tụ các điều kiện môi trường thuận lợi như: độ đứt gió theo chiều thẳng đứng thấp, phân kỳ gió trên tầng cao và dòng thổi ra hướng cực. Trong ngày 12 hệ thống bắt đầu phát triển đáng kể, do đó Trung tâm Cảnh báo Bão Liên hợp JTWC đã ban hành một "Cảnh báo về sự hình thành của xoáy thuận nhiệt đới" vào lúc 09:00 UTC. Vài giờ sau, Cơ quan Khí tượng Nhật Bản JMA bắt đầu theo dõi hệ thống như là một áp thấp nhiệt đới. Sang sáng sớm ngày 13, JTWC cũng phân loại nó là một áp thấp nhiệt đới, với số hiệu "15W".
Vài giờ sau, những dải mây đối lưu rõ nét đã phát triển xung quanh hệ thống và mây dông phía trên hoàn lưu trung tâm đã hoạt động tăng cường. Nhiệt độ nước bề mặt trên 28 °C cùng với hàm lượng nhiệt đại dương cao cho phép áp thấp nhiệt đới tiếp tục phát triển thêm. Do nằm ở phía Tây Nam một áp cao cận nhiệt, hệ thống dần di chuyển chậm về phía Tây - Tây Bắc hướng đến Philippines. Vào khoảng 12:00 UTC, sau một thời gian tăng cường độ đáng kể, JMA đã phân loại hệ thống này là một cơn bão nhiệt đới với tên quốc tế là Megi.
Đến cuối ngày 13, bão nhiệt đới Megi trở nên gần như đứng yên, nhưng sau đó một rãnh thấp ở vĩ độ trung bình di chuyển từ phía Tây đến làm cho cơn bão phục hồi lại hướng di chuyển là Tây Bắc quanh rìa của áp cao cận nhiệt. Trong sáng ngày 14, một khối mây trung tâm dày đặc (CDO) đã phát triển phía trên tâm bão, dấu hiệu cho phép sự tăng cường độ diễn ra. Đến cuối ngày, một bức ảnh sóng ngắn cho thấy sự hình thành của mắt bão, kết quả là JMA đã nâng cấp hệ thống lên thành một cơn bão nhiệt đới dữ dội còn JTWC thì nâng cấp nó lên thành bão cuồng phong. Sang đến ngày 15, JMA cũng đã phân loại Megi là một cơn bão cuồng phong, và Cục quản lý Thiên văn, Địa vật lý và Khí quyển Philippines PAGASA bắt đầu theo dõi cơn bão và đặt tên là Joan khi nó đi vào khu vực trách nhiệm của họ. Vào thời điểm đó dòng thổi ra đã được củng cố phía trên phần phía Tây cơn bão và tâm hoàn lưu mực thấp cũng trở nên rõ ràng cùng với những dải mây cong chặt chẽ. Đến ngày 16, Megi bắt đầu quá trình tăng cường độ nhanh chóng với mắt bão sắc nét xuất hiện, do dòng thổi ra hướng cực được tăng cường bởi một rãnh thấp ở vĩ độ trung bình.
Từ sáng sớm ngày 17 tháng 10, Megi bắt đầu di chuyển về phía Tây và sau đó là Tây - Tây Nam do chịu ảnh hưởng của áp cao cận nhiệt. Với đối lưu ấn tượng và mắt bão sắc nét có đường kính 37 km, JTWC đã nâng cấp Megi thành một siêu bão cấp 5, khiến cho nó trở thành cơn bão duy nhất của mùa bão 2010 và là cơn bão đầu tiên kể từ bão Nida năm 2009 đạt được đến cấp độ đó. Một chiếc máy bay thám trắc đã chỉ ra vận tốc gió bề mặt là 165 hải lý/giờ (190 dặm/giờ, 305 km/giờ) và áp suất tại mực nước biển là 890 hPa (26,28 inHg) vào thời điểm 13:05 UTC. Tuy nhiên, trong phân tích sau này, JTWC ước tính cường độ tối đa thấp hơn một chút, với vận tốc gió là 160 hải lý/giờ (185 dặm/giờ, 295 km/giờ). Đến cuối ngày 17, con mắt sắc nét của Megi đã trở nên lớn hơn với đường kính 46 km cùng với thành mắt bão đồng tâm và dòng thổi ra đối xứng hoàn hảo. Theo như dữ liệu theo dõi chính xác nhất của RSMC (Trung tâm Khí tượng Khu vực Đặc biệt, ở Tây Bắc Thái Bình Dương là JMA), Megi đã đạt vận tốc gió duy trì 10 phút tối đa 125 hải lý/giờ (145 dặm/giờ, 230 km/giờ), cao nhất kể từ cơn bão Bess năm 1982 và áp suất khí quyển tối thiểu là 885 hPa (26,13 inHg), thấp nhất kể từ bão Vanessa năm 1984 vào thời điểm 18:00 UTC và 00:00 UTC ngày hôm sau (các giá trị so sánh chỉ tính trên khu vực Tây Bắc Thái Bình Dương).

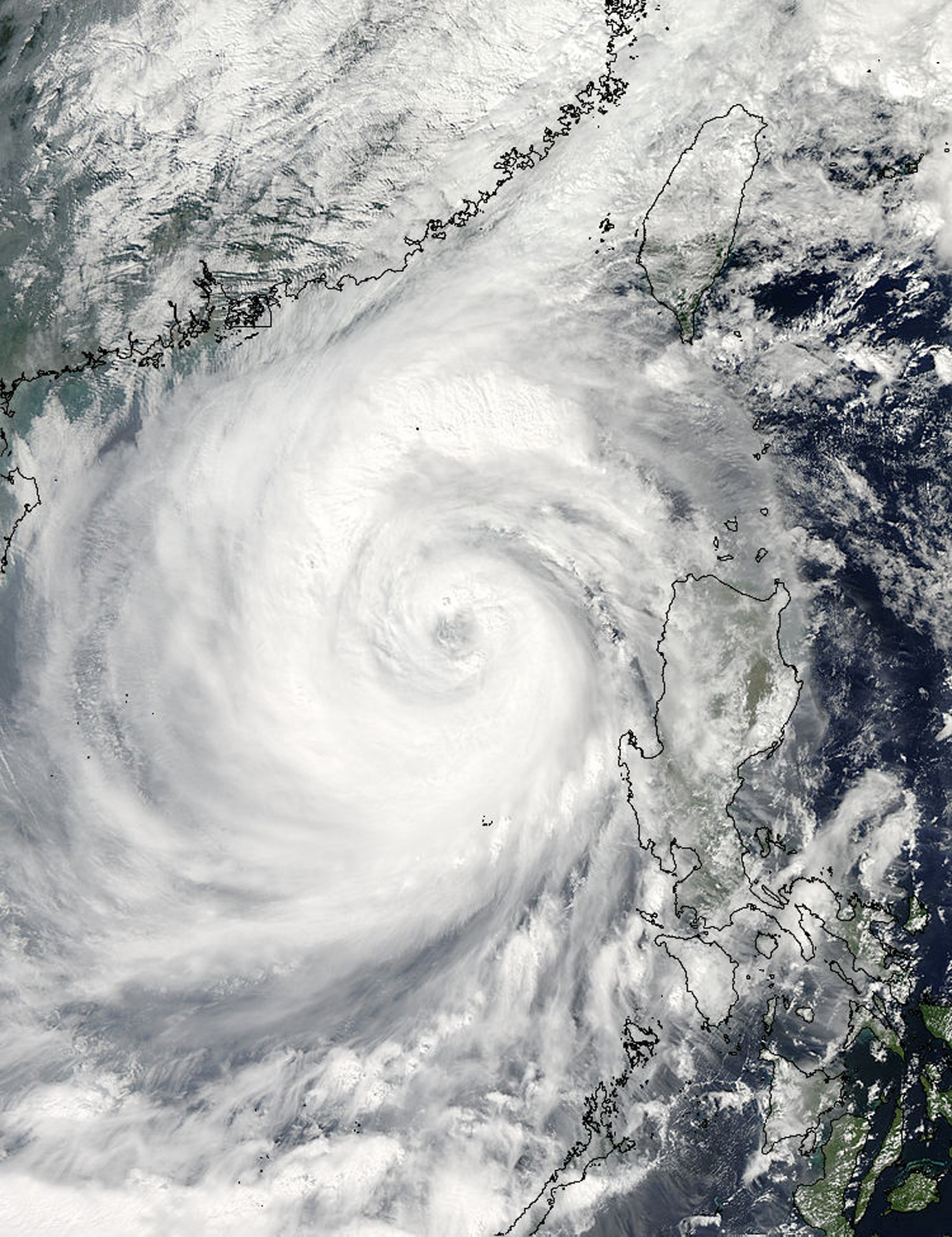
Bão Megi trên Biển Đông trong ngày 20 tháng 10

Megi đã duy trì cường độ tối đa và đổ bộ vào tỉnh Isabela, Philippines lúc 03:25 giờ UTC (11:25 giờ địa phương) trong ngày 18 tháng 10. Khi đi qua Sierra Madre (một phạm vi núi ở Philippines), mắt bão đã biến mất do tương tác với mặt đất, tuy nhiên những dải mây cong chặt chẽ và dòng thổi ra đối xứng hoàn hảo vẫn tồn tại. Đến cuối ngày 18, Megi tiến vào Biển Đông khi đã suy yếu, và lúc này nó bắt đầu tái tổ chức. Vào ngày 19 tháng 10, Megi đã hình thành một mắt bão rộng nhưng méo mó, không rõ nét. Đến cuối ngày hôm đó, Megi chuyển hướng Tây Bắc và di chuyển chậm do áp cao cận nhiệt đã suy yếu đáng kể ở phần phía Tây và do một rãnh thấp ở vĩ độ trung bình đang mạnh lên và di chuyển vào miền Đông Nam Trung Quốc.
Trong ngày 20 tháng 10, Megi chuyển hướng Bắc rồi sau đó là Bắc - Đông Bắc hướng đến phần bị phá vỡ của áp cao cận nhiệt gây ra bởi rãnh thấp ở vĩ độ trung bình. Do độ đứt gió theo chiều thẳng đứng thấp và dòng thổi ra đối xứng ổn định, cơn bão bắt đầu tăng cường dần. Sang ngày 21, JMA báo cáo Megi đã đạt một đỉnh cường độ thứ hai với vận tốc gió duy trì 10 phút tối đa 95 hải lý/giờ (110 dặm/giờ 175 km/giờ) và áp suất khí quyển là 935 hPa (27,61 inHg), khi đó nó có một mắt bão tròn đạt đường kính 74 km.
Đến ngày 22 tháng 10, mắt của Megi đã trở nên bị mây phủ đầy và đối lưu đã bắt đầu bị bào mòn do độ đứt gió theo phương đứng tăng lên. Vào cuối ngày, JMA giáng cấp Megi xuống thành bão nhiệt đới dữ dội khi vị trí của nó ở trên eo biển Đài Loan. Tại thời điểm 04:55 UTC ngày 23, Megi đổ bộ vào huyện Chương Phố thuộc tỉnh Phúc Kiến, Trung Quốc. Không lâu sau, hệ thống đã suy yếu xuống bão nhiệt đới trên đất liền Trung Quốc, khi mà phần lớn đối lưu gắn kết với cơn bão đã biến mất, điều này đã thúc đẩy JTWC ban hành một cảnh báo cuối cùng. Sau đó, Megi tiếp tục suy yếu thành một áp thấp nhiệt đới vào cuối ngày 23. Sang ngày hôm sau, áp thấp nhiệt đới biến mất hoàn toàn vào khoảng 12:00 UTC, còn JTWC trong dữ liệu theo dõi chuẩn xác nhất của mình nhận định Megi đã trở thành xoáy thuận ngoại nhiệt đới tại thời điểm 00:00 UTC.
| Bão | Mùa bão | Áp suất | Áp suất |
| Bão | Mùa bão | hPa     | inHg    |
| --- | ------- | ------- | ------- |
| Tip | 1979    | 870     | 25.7    |
| June | 1975    | 876     | 25.9    |
| Nora | 1973    | 877     | 25.9    |
| Ida | 1958    | 877     | 25.9    |
| Kit | 1966    | 880     | 26.0    |
| Rita | 1978    | 880     | 26.0    |
| Vanessa                                                                                                   | 1984    | 880     | 26.0    |
| Irma | 1971    | 884     | 26.1    |
| Nina | 1953    | 885     | 26.1    |
| Joan | 1959    | 885     | 26.1    |
| Forrest                                                                                                   | 1983    | 885     | 26.1    |
| Megi | 2010    | 885     | 26.1    |
| Nguồn: Những phân tích theo dõi bão chính xác nhất của JMA Thông tin cho khu vực Tây Bắc Thái Bình Dương. |         |         |         |

## Chuẩn bị

### Philippines

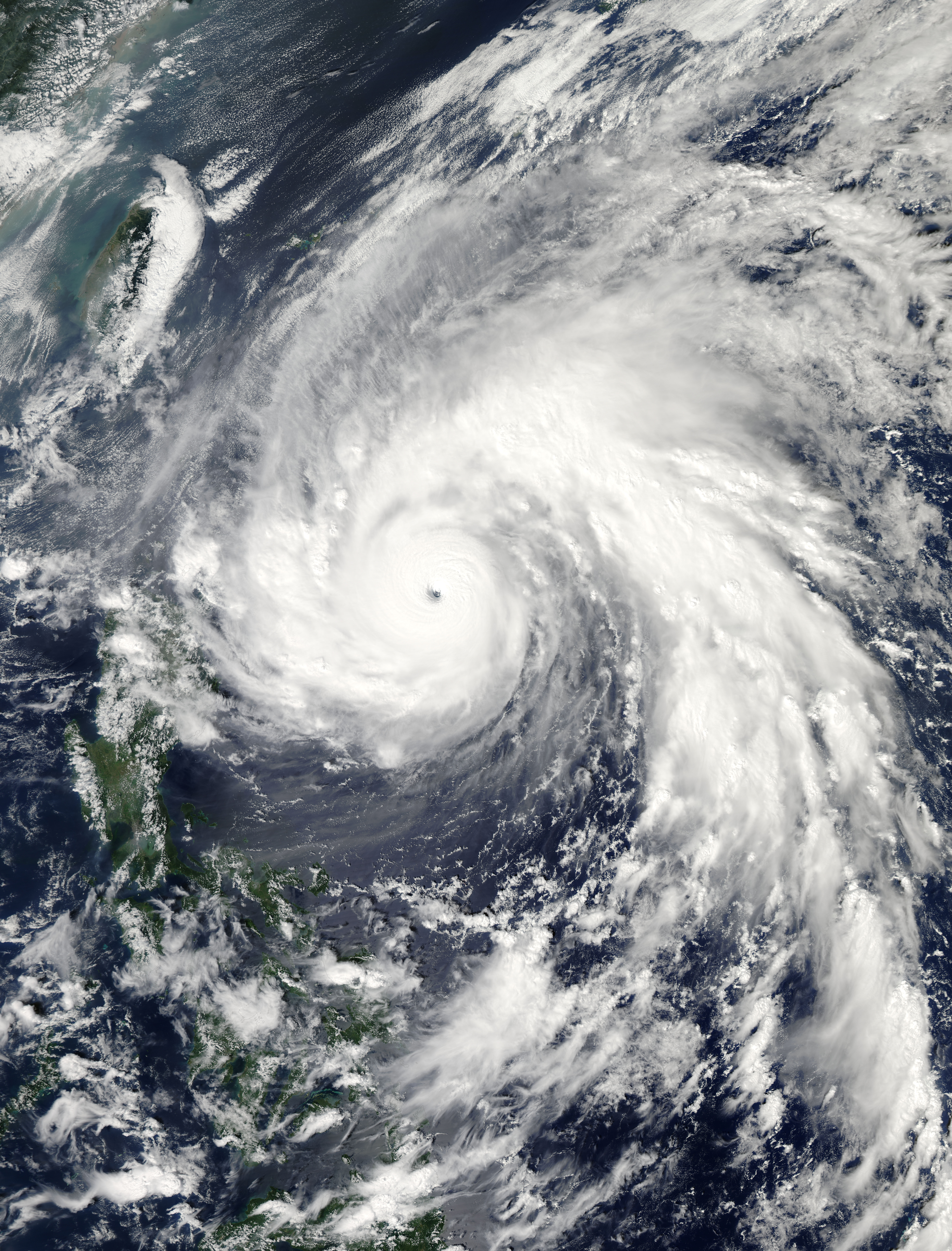
Bão Megi đang tiến gần đến Philippines trong ngày 17 tháng 10

Cơn bão tiến vào khu vực trách nhiệm của Philippines trong sáng sớm ngày 16 tháng 10, dẫn đến những cảnh báo mới được ban hành cho vùng ven biển Luzon. Megi được kỳ vọng sẽ trở thành một siêu bão và sẽ tạo ra một lượng mưa lớn như cơn bão Ketsana năm 2009, và nó có khả năng khiến đập Magat trở nên đầy nước. Khi Megi tiến gần đến Luzon, Hội Chữ thập đỏ Philippines đã lập nên những trung tâm tránh trú bão cho người dân di tản đến.
Theo chỉ thị của Tổng thống Benigno Aquino III, Cục quản lý Thiên văn, Địa vật lý và Khí quyển Philippines (PAGASA) đã liên tục đưa ra những cảnh báo về cơn bão mỗi tiếng một lần. Người dân ở các tỉnh Isabela và Cagayan được khuyến cáo nên thu hoạch mùa màng trước khi bão đến, trong khi đó ngư dân ở vùng Ilocos cũng được khuyến cáo tìm nơi trú ẩn. Vào cuối ngày 16 tháng 10, PAGASA đã ban hành tín hiệu bão mức 1 cho các khu vực Cagayan, Isabela, Babuyan và quần đảo Calayan thuộc miền Bắc Philippines. Tổng thống Aquino cũng đã kêu gọi sự hợp tác từ tất cả các cơ quan chính phủ và các tổ chức cá nhân có liên quan nhằm giảm thiểu tối đa số người thiệt mạng.
Những đợt di tản đầu tiên được tiến hành vào ngày 17 tháng 10 với hàng trăm người đã di dời khỏi Luzon, khi mà Megi đã mạnh lên thành một siêu bão và tín hiệu cảnh báo bão được nâng lên mức 3. Có tất cả hơn 18 tỉnh đã được đặt dưới các mức báo động khi cơn bão tiếp cận Philippines. Tất cả mọi trường học bị tạm dừng hoạt động từ cuối ngày 17. PAGASA đã công bố tín hiệu cảnh báo bão mức 4 và thông báo rằng có khoảng hơn 7 triệu người sẽ có thể phải chịu tác động. Sau đó tín hiệu cảnh báo bão đã được nâng lên mức cao nhất ở Cagayan và Isabela khi mà trên toàn tỉnh Cagayan gió đã bắt đầu mạnh tương đương cấp độ bão nhiệt đới.
Đến ngày 18, tất cả các trường công lập, trường đại học và cao đẳng ở Cagayan, Ilocos và Cordilleras đã bị đóng cửa trong một ngày để chuẩn bị đối phó với bão. Tỉnh Isabela được đặt dưới tình trạng khẩn cấp khi cơn bão đổ bộ và đi sâu hơn vào trong đất liền.

### Trung Quốc

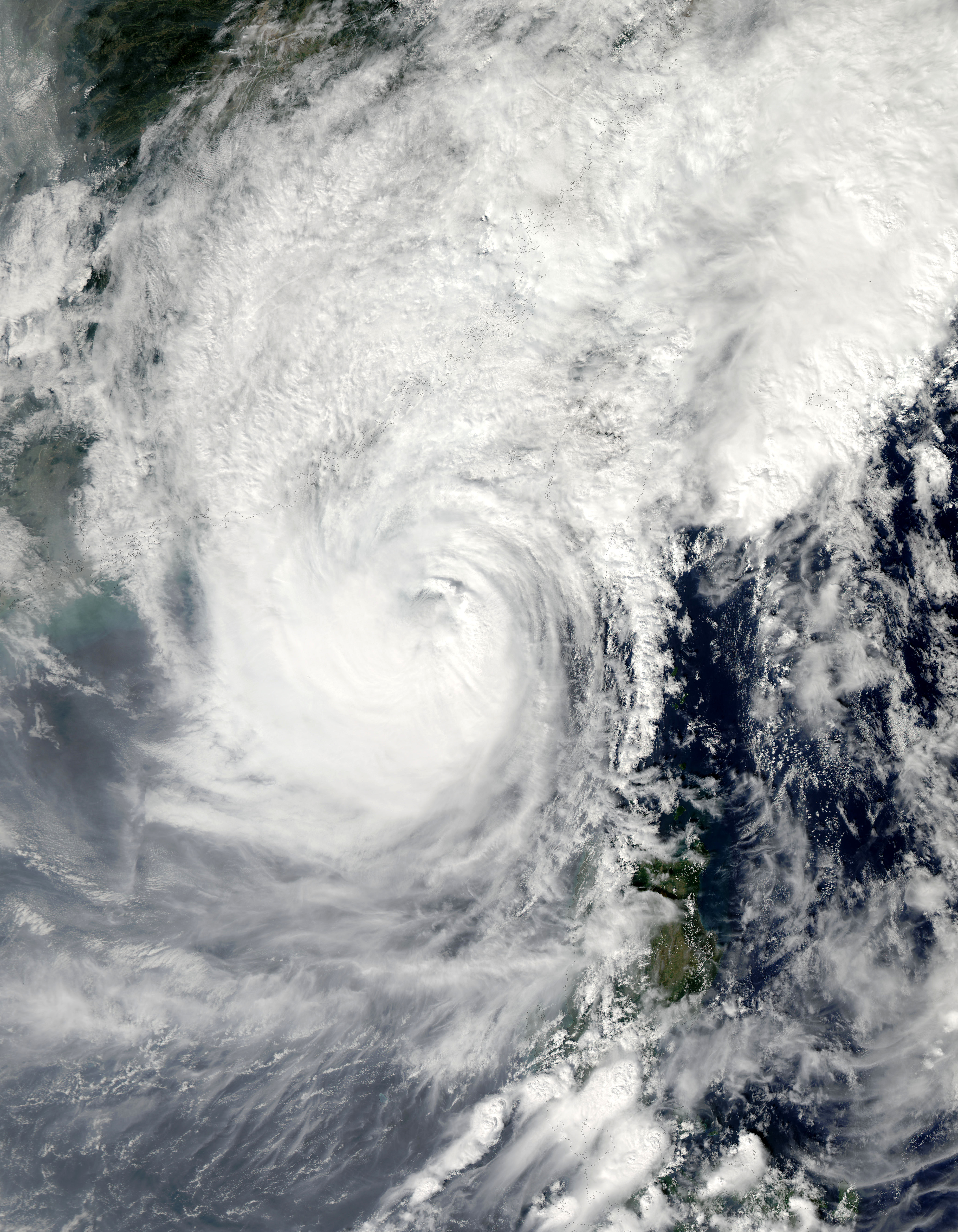
Bão Megi tiến gần đến Trung Quốc trong ngày 22 tháng 10

Trung Quốc bắt đầu chuẩn bị cho bão Megi từ ngày 17 tháng 10 với việc ban hành báo động da cam đến các nhà chức trách địa phương và khuyến cáo tất cả các tàu trở về cảng. Người dân ở những vùng ven biển bắt đầu di tản từ ngày 18 tháng 10 khi chính quyền địa phương ban hành những cảnh báo thiên tai và thông báo khẩn cấp đến các quan chức các tỉnh Hải Nam, Quảng Tây, Quảng Đông và Phúc Kiến chuẩn bị cho các hoạt động cứu trợ. Vào ngày 19 tháng 10, Chính phủ ra lệnh cho tất cả các tàu đánh cá phải trở về nơi neo đậu an toàn khi mà Megi đã đi vào Biển Đông. Sang ngày hôm sau, những chuyến tàu đường sắt đến và đi từ Hải Nam bị hoãn lại. Những trang thiết bị từng được sử dụng cho các hoạt động cứu trợ trong những trận mưa lớn tháng trước được lưu giữ để chuẩn bị đối phó với Megi. Khi cơn bão đến gần, có khoảng hơn 150.000 người dân từ các vùng ven biển của tỉnh Phúc Kiến đã được di tản và hàng chục ngàn tàu cá được lệnh tìm nơi trú ẩn tại các cảng. Những cảnh báo về nguy cơ nước biển dâng do bão cũng đã được ban hành. Dịch vụ đường sắt đến và đi từ đảo Hải Nam được phục hồi trở lại trong khi hàng tấn lương thực, thực phẩm và các nguồn hàng hỗ trợ khác được vận chuyển đến chuẩn bị cho các hoạt động cứu trợ thiên tai.

### Hồng Kông
Khi Megi tiến tới gần, Đài quan sát Hồng Kông đã ban hành cảnh báo mức 1 vào lúc 16:35 giờ địa phương (08:35 UTC) ngày 20 tháng 10. Chính phủ cũng đã săn sàng thông báo đến hội đồng công nghiệp du lịch và Sân bay quốc tế Hồng Kông để lập các phương án ứng phó trong trường hợp hành khách bị mắc kẹt ở sân bay. Sang ngày 21 Đài quan sát Hồng Kông đã nâng cảnh báo lên mức 3 vào lúc 05:40 giờ địa phương (21:40 UTC ngày 20). Đến thời điểm 8:40 pm ngày 22 tháng 10 tất cả mọi tín hiệu cảnh báo đã bị hủy bỏ.

### Việt Nam
Các tỉnh miền Trung Việt Nam vẫn còn bị ngập lụt bởi những trận mưa lũ từ đầu tháng 10. Trung tâm Dự báo Khí tượng thủy văn Việt Nam đã đưa ra các khuyến cáo đối với cơn bão này từ ngày 18.
Những dự báo cho thấy sẽ có gió mạnh và biển động ở dọc bờ biển Việt Nam và chính phủ đã kêu gọi các tỉnh từ Quảng Ninh đến Khánh Hòa có các phương án chuẩn bị đối phó

### Ma Cao
Cục Địa vật lý và Khí tượng Ma Cao (SMG) đã nâng cảnh báo mức 1 lúc 19:00 giờ Hồng Kông (11:00 UTC) ngày 19 tháng 10.

## Tác động và hậu quả

### Philippines
Vào thời điểm 11:25 ngày 18 tháng 10 vùng tâm bão đã đổ bộ lên khu vực gần vịnh Divalacan, Luzon gây mưa xối xả và lũ quét buộc những người dân trong vùng phải di tản đến những trú ẩn. Một báo cáo cho thấy có tổng cộng 3.678 người ở miền Bắc Philippines đã di tản đến các trường học, nhà thờ, hội trường và các công trình khác có kết cấu vững chắc hơn, tuy nhiên cũng đã có hơn 200.000 người mất nhà cửa. Mặc dù ít có nguy cơ bị tấn công bởi cơn bão, các lớp học trên toàn vùng đô thị Manila đã bị tạm hoãn từ ngày 19 như một sự đề phòng.
Báo cáo từ những ước tính ban đầu cho thấy Philippines có thể bị mất hơn 600.000 tấn lúa khi cơn bão quét qua vài khu vực nằm trong số những vùng nông nghiệp lớn nhất như Isabela và Cagayan ở miền Bắc Philippines. Các ước tính chính thức sau khi cơn bão đi qua đã đặt ngành nông nghiệp vào mức thiệt hại khoảng 34 triệu USD với hàng chục ngàn tấn gạo và ngô bị mất. Dù sao những lo ngại về tình trạng thiếu gạo trong vài tuần tiếp theo đã được dịu bớt bởi Cơ quan Lương thực Quốc gia thông báo rằng lương thực đầy đủ đã được dự trữ.
Megi đã gây ra những thiệt hại đáng kể cho nhiều cơ sở hạ tầng khi nó quét qua Luzon. Các cơ sở thông tin liên lạc ở Cagayan and Isabela đã chịu thiệt hại nặng nề với ước tính khoảng 90% thông tin liên lạc trong vùng bị mất suốt thời gian cơn bão hoành hành. Các nhà chức trách tin rằng sẽ phải mất khoảng 5 ngày để phục hồi lại mạng lưới thông tin liên lạc. Điện cũng đã bị cắt ở rất nhiều tỉnh miền Bắc bởi cơn bão. Tập đoàn Điện lưới Quốc gia thông báo rằng có khoảng 11 cột điện lớn dọc theo một đường truyền bị thiệt hại nặng, điều này cũng tác động đến quá trình cung cấp điện cho thủ đô dẫn đến việc khu vực này đã mất điện trong khoảng 3 giờ.
| Xếp hạng | Tên bão           | Năm  | Peso    | USD       |
| --- | ----------------- | ---- | ------- | --------- |
| 1 | Haiyan (Yolanda)  | 2013 | 89,6 tỷ | 2,02 tỷ   |
| 2 | Bopha (Pablo)     | 2012 | 42,2 tỷ | 1,04 tỷ   |
| 3 | Rammasun (Glenda) | 2014 | 38,6 tỷ | 871 triệu |
| 4 | Parma (Pepeng)    | 2009 | 27,3 tỷ | 608 triệu |
| 5 | Nesat (Pedring)   | 2011 | 15 tỷ   | 333 triệu |
| 6 | Fengshen (Frank)  | 2008 | 13,5 tỷ | 301 triệu |
| 7 | Megi (Juan)       | 2010 | 11 tỷ   | 255 triệu |
| 8 | Ketsana (Ondoy)   | 2009 | 11 tỷ   | 244 triệu |
| 9 | Mike (Ruping)     | 1990 | 10,8 tỷ | 241 triệu |
| 10 | Angela (Rosing)   | 1995 | 10,8 tỷ | 241 triệu |
| Nguồn 1. Destructive Typhoons from 1970 until 2003 by NDRRMC. 2. Situation Report No. 50 of the Effects of TS Ondoy and TY Pepeng by NDRRMC. 3. Situation Report No. 27 of the Effects of TS Juan by NDRRMC. 4. Situation Report No. 38 of the Effects of TY Pablo by the NDRRMC. 5. NDRRMC Updates re Effects of TY YOLANDA (HAIYAN) 6. NDRRMC FINAL REPORT re Effects of Typhoon "GLENDA" (RAMMASUN) |                   |      |         |           |
| x t s |                   |      |         |           |

Rất nhiều chuyến bay quốc tế và nội địa của các hãng như Cebu Pacific và Philippine Airlines đi và đến vùng miền Bắc Phillippines đã bị hủy bỏ do tác động của cơn bão. Nhưng không lâu sau, khi Megi đã đi qua, hầu hết chuyến bay đã được phục hồi trở lại. Nhiều tuyến đường ở Luzon vẫn chưa thể hoạt động kể từ ngày 18 và các hoạt động di chuyển bằng xe buýt đến Cagayan và Isabela đã bị hủy bỏ do thời tiết xấu. Cơn bão đi qua cũng để lại một số lượng lớn các mảnh vụn, rác cũng như điều kiện môi trường ô nhiễm có thể gây ra sự bùng phát bệnh dịch nếu không có các biện pháp xử lý hậu quả.
Hội Chữ thập đỏ Philippines đã cử một đội tìm kiếm cứu nạn đến Cagayan để hỗ trợ cho các hoạt động cứu hộ. UNICEF thông báo rằng tổ chức này đang theo dõi sự kiện và hàng cứu trợ cũng đã được chuẩn bị nên yêu cầu được sự hỗ trợ của chính phủ Phillipines. Văn phòng Liên hiệp quốc về Điều phối các vấn đề nhân đạo cũng đã cam kết cứu trợ thiên tai. Hàng ngàn sĩ quan dự bị và tình nguyện viên đã ở trạng thái sẵn sàng chờ đợi cùng với những chiếc trực thăng. Một vị tướng đã về hưu mô tả những hoạt động này như là "chuẩn bị cho chiến tranh". Các hoạt động tìm kiếm cứu nạn cho những người sống sót đã bị cản trở bởi những cơn gió vẫn đạt tới vận tốc lên đến 210 km/giờ trên toàn khu vực. Theo như những báo cáo chính thức, tỉnh Isabela là khu vực chịu gánh nặng của cơn bão với các đô thị Palanan và Divilacan bị thiệt hại nặng nề còn đô thị Maconacon thì bị phá hủy hoàn toàn.
PAGASA đã hạ thấp tín hiệu cảnh báo khi Megi đi vào vùng núi ở phía Bắc Luzon và suy yếu.
Thương vong
Một người đã chết đuối ở khu vực gần Tuguegarao, Cagayan trong chiều ngày 18 tháng 10 sau khi bị nước từ một con sông tràn bờ cuốn trôi. Thi thể của một người đàn ông chết đuối khác cũng đã được tìm thấy ở tỉnh Ilocos Sur. Có bốn người thiệt mạng do nguyên nhân từ cây đổ và một người bị sét đánh. Ba người thiệt mạng ở tỉnh Isabela do sóng biển dâng trong khi một người khác chết đuối khi đang cố gắng vượt qua một con sông ở tỉnh Nueva Ecija. Ngoài ra còn có chín người bị thương, một vài trong số đó bởi những mảnh vật thể bay do gió bão. Tổng thống Philippines đã bày tỏ sự cảm thông và chia buồn sâu sắc đến gia đình các nạn nhân, trong đó ông cũng tuyên bố bất chấp rằng Megi là một cơn bão rất mạnh, số người chết là ít hơn nhiều so với các cơn bão Basyang và Ondoy năm 2009. Cho đến ngày 20 tháng 10, tổng số nạn nhân thiệt mạng đã dừng lại ở con số 19.
Hoạt động cứu trợ

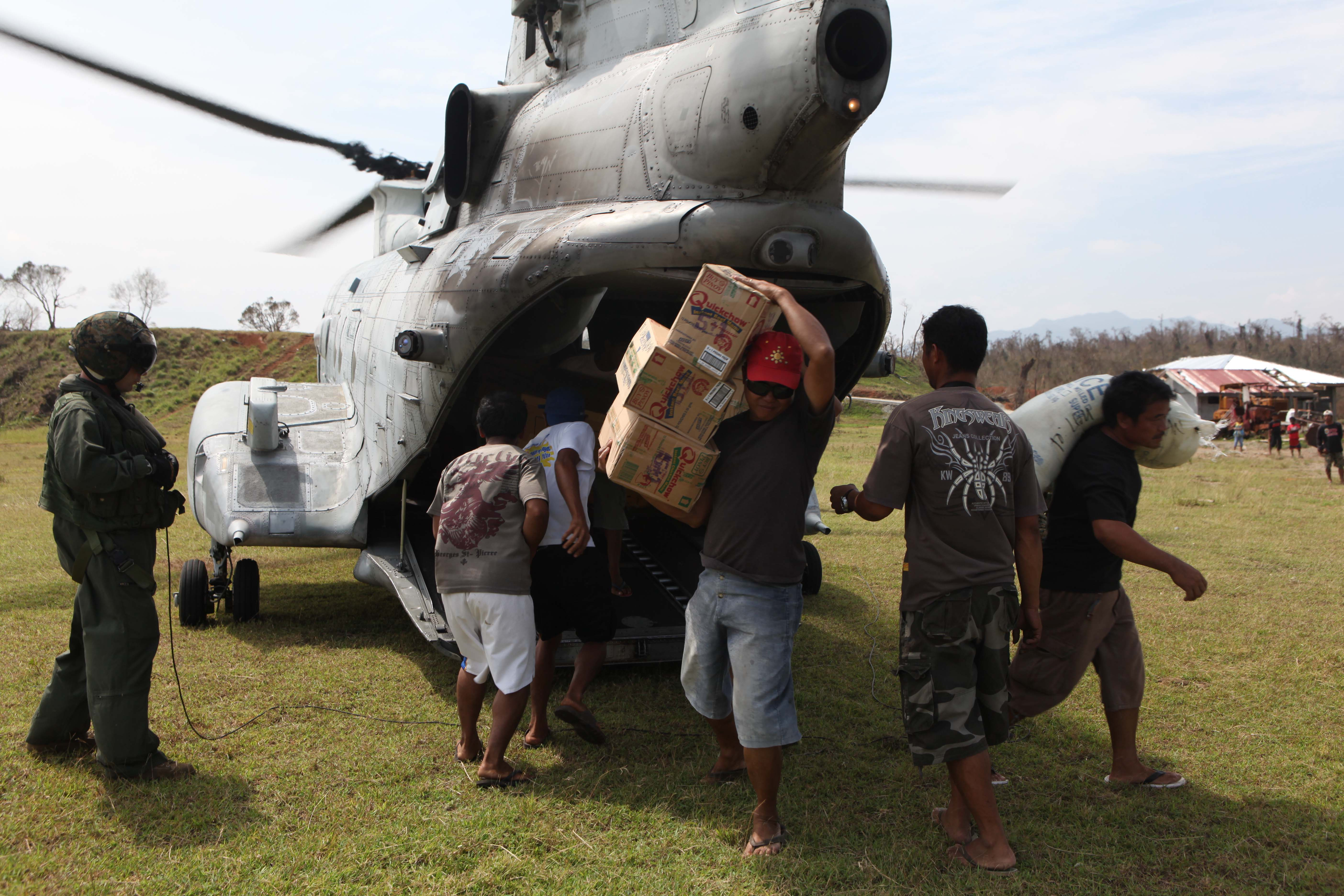
Những nạn nhân chịu tác động của bão Megi đang dỡ những nguồn hàng cứu trợ nhân đạo từ một chiếc trực thăng của thủy quân lục chiến Hoa Kỳ ở tỉnh Isabela, Philippines.

Child United, một tổ chức phi lợi nhuận có trụ sở ở Seattle chuyên cung cấp các hoạt động cứu trợ thiên tai tại châu Á, đã được đặt ở chế độ sẵn sàng mang tới những sự trợ giúp đến các gia đình mất nhà cửa bởi cơn bão. Các hoạt động cứu trợ của họ bắt đầu từ ngày 18 tháng 10, với các nguồn cung sẵn có trong nước được chuẩn bị để chuyển giao ngay lập tức cho các địa điểm thiên tai, và các nguồn hàng cung cấp bổ sung được chuẩn bị để vận chuyển từ Mỹ. Tổ chức này cũng đã quyên góp tiền để đóng góp thêm vào hoạt động cứu trợ, cùng với đó là các vật dụng cá nhân như khăn tắm, khăn trải giường, đồ dùng vệ sinh (dầu gội đầu, kem đánh răng, vv) và thực phẩm đóng hộp.
Nhóm Tấn công viễn chinh Mỹ (ESG) đã tham gia các hoạt động cứu trợ sau bão cùng với các tàu USS Essex (LHD 2), USS Denver (LPD 9) và USS Harpers Ferry (LSD 49). Phi đội đổ bộ 11 và Đơn vị Hàng hải Viễn chinh 31 cùng với Phi đội Trực thăng Hàng hải hạng trung 262 (HMM-262) cũng chung tay thực hiện với ESG. Phi đội Trực thăng Hàng hải hạng trung 265 (HMM-265) cũng đã tham gia hỗ trợ. Đơn vị này dự định có mặt trên bờ tại Sân bay Quốc tế Clark để tham dự một cuộc diễn tập, tuy nhiên thời điểm lại vào lúc cơn bão tấn công. Do đó nhiệm vụ diễn tập đã được thay đổi thành cứu trợ thiên tai.
Do gây thiệt hại đạt ngưỡng 1 tỉ PHP, cái tên Juan đã bị khai tử bởi PAGASA, và thay thế bằng Jose. Tuy nhiên sau này cái tên Jose cũng đã bị khai tử và thay thế bằng Josie do cơn bão này cũng gây thiệt hại vượt quá 1 tỉ PHP.

### Đài Loan
Trên toàn huyện Nghi Lan, Megi cùng với một frông thời tiết đã gây mưa như trút kích hoạt các trận lở đất và lũ quét trên diện rộng, lượng mưa lớn nhất ghi nhận được lên tới 1.182 mm tại Tô Áo. Theo như Cơ quan Dự báo thời tiết Đài Loan, lượng mưa trong vòng 24 giờ giữa hai ngày 20 và 21 tháng 10 đạt kỷ lục 939 mm, vượt qua kỷ lục cũ được tạo bởi cơn bão Morakot hồi tháng 8 năm 2009. Tại Tô Áo, mưa với lượng 181,55 mm trong vòng một giờ đã gây ra một vài trận lũ quét thuộc vào loại tồi tệ nhất ở khu vực này trong khoảng hơn 20 năm. Cơn bão cũng đã gây mưa lớn tại một số nơi khác như Hoa Liên, Đài Đông, Bình Đông, Đài Bắc, Cơ Long và Tân Bắc. Có ít nhất 12 người được xác nhận đã thiệt mạng và 23 người khác mất tích. Những ước tính ban đầu đặt ngành nông nghiệp vào mức thiệt hại 45 triệu Tân Đài tệ (1,5 triệu USD). Báo cáo sau này vào ngày 22 tháng 10 chỉ ra rằng có bảy người đã thiệt mạng do bị chôn vùi trong nơi trú ẩn là một ngôi đền bởi một trận lở đất. Những trận lở đất cũng làm gián đoạn một tuyến đường cao tốc gần Tô Áo khiến hơn 400 người bị mắc kẹt. Mưa như trút đã khiến một phần ngọn núi ở độ cao 500 m sụp xuống, chôn vùi một chiếc xe bus chở 19 người. Các nhà chức trách lo ngại có thể tất cả đã thiệt mạng. Trực thăng quân đội đã được điều động để hỗ trợ tìm kiếm chiếc xe bus cũng như bất kỳ người nào còn sống sót.
Cho đến sáng ngày 24 tháng 10, số nạn nhân thiệt mạng được xác nhận là 13, cùng với đó là 25 trường hợp được báo cáo mất tích. Sau hơn mười ngày diễn ra hoạt động tìm kiếm cứu nạn, tất cả những nạn nhân còn mất tích trên toàn hòn đảo được tuyên bố là đã chết một cách hợp pháp.

## Kỷ lục
Cơ quan Khí tượng Nhật Bản (JMA) nhận định vận tốc gió duy trì 10 phút tối đa của Megi là 125 hải lý/giờ (145 dặm/giờ, 230 km/giờ), khiến cho nó trở thành xoáy thuận nhiệt đới (tên gọi chung của bão và áp thấp nhiệt đới) mạnh thứ hai trên Tây Bắc Thái Bình Dương từng được ghi nhận cùng với các cơn bão Bess năm 1982 và Haiyan năm 2013, chỉ đứng sau bão Tip năm 1979. Đài Quan sát Hồng Kông nhận định Megi là xoáy thuận nhiệt đới mạnh nhất trên Tây Bắc Thái Bình Dương kể từ sau bão Tip năm 1979 với vận tốc gió duy trì 10 phút tối đa đạt 145 hải lý/giờ (165 dặm/giờ, 270 km/giờ). Một chiếc máy bay thám trắc đã chỉ ra vận tốc gió duy trì 1 phút đạt 165 hải lý/giờ (190 dặm/giờ, 305 km/giờ) trước thời điểm cơn bão đạt đỉnh, giá trị tương đương với bão Tip năm 1979.
JMA ước tính áp suất khí quyển tối thiểu của Megi là 885 mbar (26,13 inHg), thấp nhất kể từ bão Vanessa năm 1984 và là mức áp suất thấp thứ 8 từng được ghi nhận trên Tây Bắc Thái Bình Dương; bên cạnh đó, Megi còn là xoáy thuận nhiệt đới đầu tiên trên Tây Bắc Thái Bình Dương đạt áp suất thấp hơn 900 mbar (27 inHg) kể từ bão Yuri năm 1991. Khi đạt đỉnh vào thời điểm 18:00 UTC ngày 17 tháng 10 và 00:00 UTC ngày 18, cường độ của Megi đã vươn tới giá trị cao nhất 8.0 (CI number = 8.0) trong kỹ thuật Dvorak. Theo như thông báo của JMA, Megi vẫn duy trì cường độ tối đa đến thời điểm 03:00 UTC ngày 18 tháng 10, khiến cho nó trở thành một trong số những xoáy thuận nhiệt đới mạnh nhất từng đổ bộ lên đất liền tại thời điểm 03:25 UTC.